# Želiezovce
Želiezovce (ungerska: Zselíz – till 1895 Zeliz; tyska: Zelis) är en mindre stad i regionen Nitra i sydvästra Slovakien. Den ligger vid floden Hron, cirka 51,5 kilometer sydost om Nitra. Staden hade 6 756 invånare vid folkräkningen år 2021, på en yta av 56,52 km².
Fram till 1918 tillhörde staden Kungariket Ungern, men efter första världskriget tillföll staden Tjeckoslovakien. Mellan 1938 och 1945 tillhörde staden åter Ungern.
Av invånarna i Želiezovce är 54,02 % slovaker, 45,07 % ungrare och 0,42 % tjecker (2021).

## Vänorter
- Miercurea Ciuc, Rumänien
- Makó, Ungern